# Jay Cheel
Jay Cheel (nascut circa 1979) és un cineasta documentalista, editor i podcaster canadenc.

## Carrera
És conegut principalment per dirigir el documental Beauty Day, i el curtmetratge Cooking With Gerry – Episode #2: Poutine que fou estrenada al Flyway Film Festival. Des de l'any 2005, co-presenta el Film Junk Podcast, que ostenta al Guinness World Records el rècord al podcast de pel·lícules més llarg.
A més d'aquests treballs, Jay també n'ha fet altres, entre els quals hi ha un 'fals documental' de màrqueting viral, titulat The Goblin Man of Norway. La pel·lícula segueix les opinions de diversos professionals ficticis sobre un descobriment recent d'un robot humanoide, trobat enterrat a les glaceres de l'Àrtic.
Cheel ha mostrat un gran interès pels viatges en el temps, com ho demostren el seu primer documental Obsessed and Scientific, així com el seu documental How to Build a Time Machine. Tots dos tenen com a objectiu discutir la possibilitat de viatjar en el temps i introduir fets alhora que fusionen elements i exemples de viatges en el temps ficticis.
El juliol de 2024 es va confirmar per escriure i dirigir un segment per a V/H/S/Beyond, que es va publicar exclusivament a Shudder el 4 d'octubre de 2024.

## Cursed Films
Cheel va escriure, dirigir i editar les dues temporades de la sèrie de documentals de Shudder Cursed Films.